# Црни даждевњак
Црни даждевњак (лат. Salamandra atra) је водоземац који припада породици даждевњака и мрмољака. Црни даждевњак је животиња која је стављена под заштиту као критично угрожена врста у Србији.

## Опис врсте
Одрасле јединке црног даждевњака су издужене животиње укупне дужине тела до 14 cm. Основна боја коже је смеђе – црна, без мрља или пруга друге боје. Глава је дужа него шира, благо дорзовентрално спљоштена, са заобљеном њушком. Заушне жлезде су полумесечастог облика, два пута дуже него шире. Дорзално је кожа глатка, а на боковима и грлу благо наборана. На грлу се јасно разазнаје гуларни набор. Дуж тела се пружају низови ребарних жлебова који се на репу настављају у виду плућних бразда. Удови су добро развијени, са по 4 прста на предњим и 5 на задњим екстремитетима. Реп је краћи од укупне дужине главе и трупа, овалан на попречном пресеку. Полни диморфизам је слабо изражен: мужјаци су нешто ситнији и виткији од женки, с набреклим клоакалним регионом у сезони парења.

## Биологија врсте
Црни даждевњак је терестричка врста која читав живот проводи на копну. Претежно је ноћна животиња и најчешће води скривен начин живота. Прилагођена је животу у условима повећане влажности ваздуха (изнад 90%) и релативно ниске температуре. Годишњи циклус активности је релативно кратак и траје од маја до октобра. Репродуктивни период траје од средине маја до средине августа, у зависности од надморске висине. Женке током сезоне могу да се паре и по неколико пута, и ако су већ рађале. Црног даждевњака одликује облигатна вивипарија са доказаном метротрофијом и периодом развића ембриона у јајоводу, ембриона од 1 до 5 година. Женке на копну рађају обично по два потпуно метаморфозирана младунца. Јединке полну жлезду достижу између друге и четврте године живота. Просечно живе око 16 година. Од малобројних предатора, најпознатији су Vipera berus, Corvus corax, Pica pica и Pyrrhocorax graculus.

## Станиште
Црни даждевњак настањује алпски регион Европе и Динарске планине на Балканском полуострву. Алпски регион је главни део ареала који се континуирано пружа од западне границе Швајцарске преко Лихтенштајна, јужног дела Немачке, северне Италије и северозападне Словеније до источног дела Аустрије. Овом делу ареала припада и један изолован локалитет у Француској. Балкански део ареала састоји се из три изолована подручја. Прво подручје обухвата јужну Словенију и југозападну Хрватску, друго планине Прењ и Чврсница у Босни и Херцеговини, док се трећи изоловани локалитет налази на Проклетијама (источна Црна Гора, југозападна Србија и северна Албанија). У алпском делу ареала врста се среће на надморским висинама од 430 до 2 800 метара, а у јужном, балканском делу изнад 1 600 метара, осим неколико локалитета у Хрватској, где се среће и на висинама мањим од 1 000 метара. Распрострањеност по државама: Албанија, Аустрија, Босна и Херцеговина, Црна Гора, Француска, Хрватска, Италија, Лихтенштајн, Немачка, Словенија, Србија, Швајцарска.

### НКС код станишта
У зависности од надморске висине, станиште црног даждевњака представљају мешовите шуме, високопланинске ливаде и пашњаци, као и каменити терени обрасли травом и маховином изнад горње шумске границе. У Србији црни даждевњак настањује високопланинске камените ливаде врхова, на надморској висини од 1 200 до 2 400 метара. Среће се и у зони бора кривуља испод 2 000 метара надморске висине.

## Угроженост врсте
Због изузетно мале територије које настањује у Србији, као и због ограничених могућности адаптације на измењене услове станишта, црног даждевњака угрожава првенствено човек својим активностима које узрокују губитак и деградација станишта. Најзначајнијим узроком деградације станишта сматра се развој инфраструктуре и то посебно изградња спортско – рекреативних центара (скијалишта), као вид развоја туризма. Сакупљање јединки у научне сврхе или ради продаје у земљи у иностранству и такође је значајан фактор угрожавања. Загађивање атмосфере има за последицу глобално загревање, које узрокује климатске промене које угрожавају опстанак ове врсте. Ако се има у виду да црни даждевњак активан само када је влажност ваздуха изнад 90%, јасно је да свако повишење спољашње температуре ограничава његове активности и угрожава му опстанак. Унутрашњи фактори, као што су ограничено ширење распрострањења врсте, условљено снажном територијалношћу јединки и релативном индивидуалношћу у односу на суседне популације, специфичности репродуктивног циклуса, као и екстремно мали ареал на граници ареала врсте, неки су од најважнијих фактора угрожавања црног даждевњака у Србији.

### Национална категорија угрожености по IUCN критеријумима
На глобалном нивоу Salamandra atra се не може сматрати угроженом врстом. Међутим, у Србији је црни даждевњак врста с веома проблематичним конзервационим статусом. Ареал ове врсте у Србији представља  крајњу југоисточну границу распрострањења врсте. Распрострањење у нашој земљи је изузетно ограничено (ЕОО износи 580 км 2) и обухвата мање од пет познатих локалитета (В1а). Могуће је претпоставити будуће промене квалитета одговарајућих станишта (В1б)(iii)). Мали број регистрованих локалитета и њихова међусобна удаљеност на подручју Проклетијског масива указује на неистраженост подручја. Није реално очекивати да се добију детаљни подаци о распрострањењу, популационим параметрима или факторима угрожавања ове врсте у наредном периоду ако се има у виду немогућност реализације научних истраживања ове врсте у нашој земљи. На основу IUCN критеријума, Salamandra atra за сада има статус угрожене врсте водоземаца у Србији (EN).

### Национална категорија угрожености по ДЕЖИ критеријумима
Анализе одлика дистрибуције, екологије и животне историје (ДЕЖИ) показале су да црни даждевњак има веома високу средњу вредност конзервационог скора (доприноса) – 0,71. Овој вредности највише доприноси одлике распрострањења, еколошке карактеристике, као и животне историје: екстремно узак ареал, везаност само за једну климатску зону, вивипарност и биениална репродукција. У односу на веома високу средњу вредност конзервационог скора, Salamandra atra је критично угрожена врста водоземаца у Србији (ЦР).

## Мере заштите
Правилник о проглашењу и заштити строго заштићених и заштићених дивљих врста биљака, животиња и гљива – строго заштићена врста. Поред правилника, који не може бити довољан како би се врста заштитила, постоје и предложене мере заштите, које још увек нису спроведене у дело.
Разједињеност ареала и екстремно мала бројност популација црног даждевњака у Србији изискују хитно предузимање мере заштите. Мере подразумевају првенствено унапређење и стриктну примену постојеће законске регулативе на националном, а посебно на локалном нивоу. Едукацијом локалног становништва (али и целокупне јавности) треба подизати свест људи о значењу врсте за диверзитет водоземаца Србије, као и о потреби њене заштите и заштите њених станишта. Да би донесена законска регулатива на конкретним научним сазнањима. Стога је неопходно извршити одговарајућа таксономска истраживања, истраживања бројности и дистрибуције популација, као и истраживања биологије и екологије врсте. Треба установити и стање станишта врсте, стварне размере утицаја ургожавајућих фактора, као и ефекте мере заштите, које ће уз континуирано надгледање обезбедити бољу перспективу опстанка црног даждевњака у Србији. Треба инсистирати на томе да све позната (и новооткривена) станишта добију статус заштићених подручја.